# Mafalda (cucina)
La mafalda è un tipo di pane italiano tipico della Sicilia, in particolare delle zone di Palermo, Agrigento e Caltanissetta. Si tratta di un prodotto a forma di treccia o serpentina, caratterizzato da una crosta croccante e dorata, solitamente ricoperta di semi di sesamo, e un interno morbido e soffice.

## Caratteristiche
La preparazione della mafalda siciliana prevede l'utilizzo di farina di grano duro, acqua, lievito e sale. L'impasto viene lavorato a mano e poi modellato nella caratteristica forma a treccia o serpentina. Prima della cottura, le mafalde vengono spesso spennellate con acqua e cosparse abbondantemente di semi di sesamo, che conferiscono al pane il suo sapore distintivo e la sua trama croccante.
La mafalda siciliana è molto apprezzata per la sua fragranza e il suo gusto, ed è spesso consumata da sola o come accompagnamento a vari tipi di piatti, dai salumi (soprattutto la mortadella) e formaggi ai piatti di pesce. Questo tipo di pane rappresenta una parte importante della tradizione culinaria siciliana e viene preparato e consumato in diverse occasioni, sia quotidiane che festive.

## Origine
La mafalda ha origini antiche, risalenti a secoli fa, ed è profondamente radicata nella tradizione panificatoria della Sicilia. Questo pane tipico prende il nome probabilmente in omaggio a Mafalda di Savoia, principessa italiana del XX secolo. Tuttavia, l'origine esatta del nome e la storia precisa del pane non sono del tutto chiare.
Le radici del prodotto si intrecciano con la lunga tradizione del pane in Sicilia, un'isola con una storia ricca e variegata influenzata da diverse culture, tra cui greci, romani, arabi e normanni. L'uso dei semi di sesamo, per esempio, è ricondotto alle influenze arabe, dato che i semi di sesamo erano comunemente utilizzati nella cucina mediorientale e furono introdotti in Sicilia durante il periodo della dominazione araba (827-1091 d.C.).